# Leptonycteris
Leptonycteris es un género de murciélagos que pertenecen a la familia Phyllostomidae. Agrupa a 3 especies nativas de América.

## Especies
Se reconocen las siguientes especies:
- Leptonycteris curasoae Miller, 1900 -- murciélago hocicudo de Curazao
- Leptonycteris nivalis (Saussure, 1860) -- murciélago hocicudo mayor
- Leptonycteris yerbabuenae Martinez & Villa, 1940  -- murciélago hocicudo menor